# Emanuel Karer
Emanuel Karer (fr. Emmanuel Carrère; Pariz, 9. decembar 1957) jeste francuski književnik, reditelj i scenarista. Karer se često opisuje kao najoriginalniji francuski pisac ne-fikcije. Karl Uve Knausgor ga je nazvao „najuzbudljivijim živim piscem”.

## Biografija
Karer je sin Luja Eduara Karera, često poznatog kao Luj Karer d'Enkos, po njegovoj majci, istoričarki i članu francuske akademije, Elen Karer d'Enkos. Njegov deda po majci, Žorž Zurabišvili, emigrirao je iz Gruzije u Francusku početkom 1920-ih. Takođe je rođak filozofa Fransoa Zurabičvilija.
Karer je studirao na Institutu za političke nauke. Veliki deo njegovog pisanja, kako beletristike, tako i nefikcije, usredsređuje se na glavne teme ispitivanja identiteta, razvoja iluzije i pravca stvarnosti. Takođe je bio važna referenca za pokret „autofikcije“ na engleskom, jer je „odličan u stvaranju narativa koji se slobodno kreću između žanrova.“ Nekoliko njegovih knjiga je ekranizovano u filmovima, a on je režirao i filmsku adaptaciju njegove knjige La Moustache.
U januaru 2019, konzervativna katolička veb-stranica Church Militant optužila je Karera da su odlomci iz njegove knjige Carstvo koje je profesor engleskog jezika dodelio studentima na Franjevačkom univerzitetu u Stubenvilu „blasfemični i pornografski“. Predsednik univerziteta smenio je profesora sa mesta šefa Katedre za engleski jezik i izvinio se „presvetoj majci i njenom sinu i svima koji su bili skandalizovani ovim incidentom“.

## Bibliografija
- Werner Herzog (1982)
- L'Amie du jaguar  (1983)
- Bravoure (1984)
- Le Détroit de Behring (1984)
- La Moustache (1986)
- Hors d'atteinte (Out of Reach) (1988)
- Je suis vivant et vous êtes morts (1993)
- La Classe de neige (1995)
- L'Adversaire (2000)
- Un roman russe (2007)
- D'autres vies que la mienne (2009)
- Limonov (2011)
- Le Royaume (2014) [7]
- Il est avantageux d'avoir où aller (2016)
- Yoga (2020)

### Dela koje su prevedena na srpski jezik
- Razred na snegu, 1998.
- Limonov, 2012.
- Carstvo, 2016.
- Joga, 2021.